# Blepharita aterrima
Blepharita aterrima là một loài bướm đêm trong họ Noctuidae.